# نسيستون إليوت
لونسيستون إليوت (بالإنجليزية: Launceston Elliot)‏ (9 يونيو 1874 - 8 أغسطس 1930) كان رافع أثقال اسكتلندي وأول بطل أولمبي بريطاني حصل على الميدالية الذهبية في الألعاب الأولمبية الصيفية 1896 في رياضة رفع الأثقال بيد واحدة.

## روابط خارجية
- نسيستون إليوت على موقع اللجنة الأولمبية الدولية (الإنجليزية)
- نسيستون إليوت على موقع أوليمبيديا (الإنجليزية)
- نسيستون إليوت على موقع اللجنة الأولمبية البريطانية (الإنجليزية)
- نسيستون إليوت قاعة قاعة إسكتلندا للمشاهير الرياضية (الإنجليزية)